# Maciste gladiatore di Sparta
Maciste gladiatore di Sparta è un film del 1964 diretto da Mario Caiano.

## Trama
L'eroe Maciste soffre insieme ai cristiani la persecuzione dall'Impero Romano. Lui, come gladiatore spartano, s'innamora di una giovane cristiana e deve salvarla dalla sua condanna nell'arena. Maciste fa un tentativo disperato di salvare i cristiani. Dovrà vincere mostri e gladiatori per ottenere la vittoria e restare con la sua amata.

## Distribuzione
La pellicola è stata distribuita nelle sale cinematografiche italiane a partire dal 9 aprile del 1964.